# Georg Gottfried Gervinus

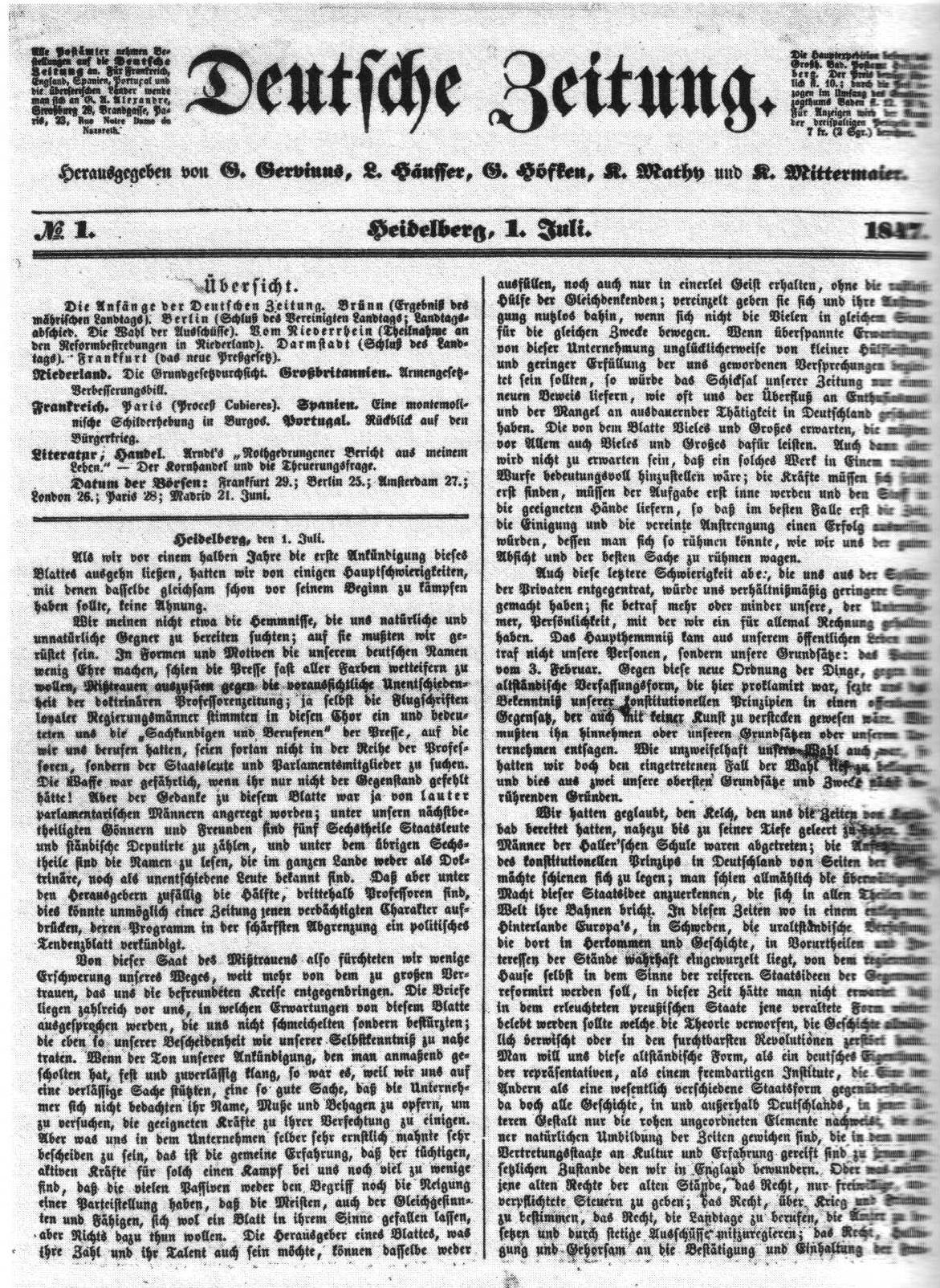
Eerst uitgave (1 juli 1847) van Deutsche Zeitung, een door Gervinus opgericht liberaal dagblad.

Georg Gottfried Gervinus (Darmstadt, 20 mei 1805 - Heidelberg, 18 maart 1871) was een Duits politicus en een literair en politiek historicus. Hij behoorde tot de Göttinger Sieben, die in 1837 tegen het opheffen van de vrijzinnige grondwet van 1833 in het koninkrijk Hannover protesteerden en daarom werden ontslagen en deels verbannen.
Hij studeerde in 1825 aan de Universiteit van Giessen en in 1826 naar die van Heidelberg, waar hij de colleges van historicus Friedrich Christoph Schlosser volgde. Deze werd zijn grote voorbeeld. In 1828 werd hij leraar aan een privéschool in Frankfurt am Main en twee jaar later privé-docent in Heidelberg.

## Werk
- Geschichte der poetischen Nationallitteratur der Deutschen (1835-1842)
- Grundzüge der Historik (1837)
- Einleitung in die Geschichte des neunzehnten Jahrhunderts (1853)
- Geschichte des neunzehnten Jahrhunderts seit den Wiener Verträgen (1855-1866)
- G. G. Gervinus Leben. Von ihm selbst, 1860 (autobiografie, postuum gepubliceerd door zijn vrouw in 1893)

Wilhelm Eduard Albrecht · Friedrich Christoph Dahlmann · Heinrich Ewald · Georg Gottfried Gervinus · Jacob Grimm · Wilhelm Grimm · Wilhelm Eduard Weber
- Biblioteca Nacional de España: XX1283685
- Bibliothèque nationale de France: cb12450976w (data)
- Catàleg d'autoritats de noms i títols de Catalunya: 981058519104306706
- CiNii: DA01836735
- Gemeinsame Normdatei: 118538918
- International Standard Name Identifier: 0000 0001 0919 572X
- Library of Congress Control Number: n85048516
- Nationale Bibliotheek van Letland: 000129332
- Nationale Bibliotheek van Tsjechië: pna2007370845
- Nationale Bibliotheek van Israël: 987007271898905171
- Nationale Bibliotheek van Polen: a0000001746345
- Nederlandse Thesaurus van Auteursnamen: 069648395
- Istituto Centrale per il Catalogo Unico: LO1V047490
- LIBRIS: 281665
- SNAC: w63z122h
- Système universitaire de documentation: 033665362
- Trove: 832418
- Virtual International Authority File: 79970618
- WorldCat: E39PBJyRv8YWCJfQVmgwt84wmd